# Madge Ryan
Madge Ryan (Townsville, 8 de enero de 1919-Londres, 9 de enero de 1994) fue una actriz australiana de cine, teatro y televisión, conocida por su trabajo teatral en el Reino Unido.

## Primeros años
Ryan nació en Townsville (Australia).

## Carrera

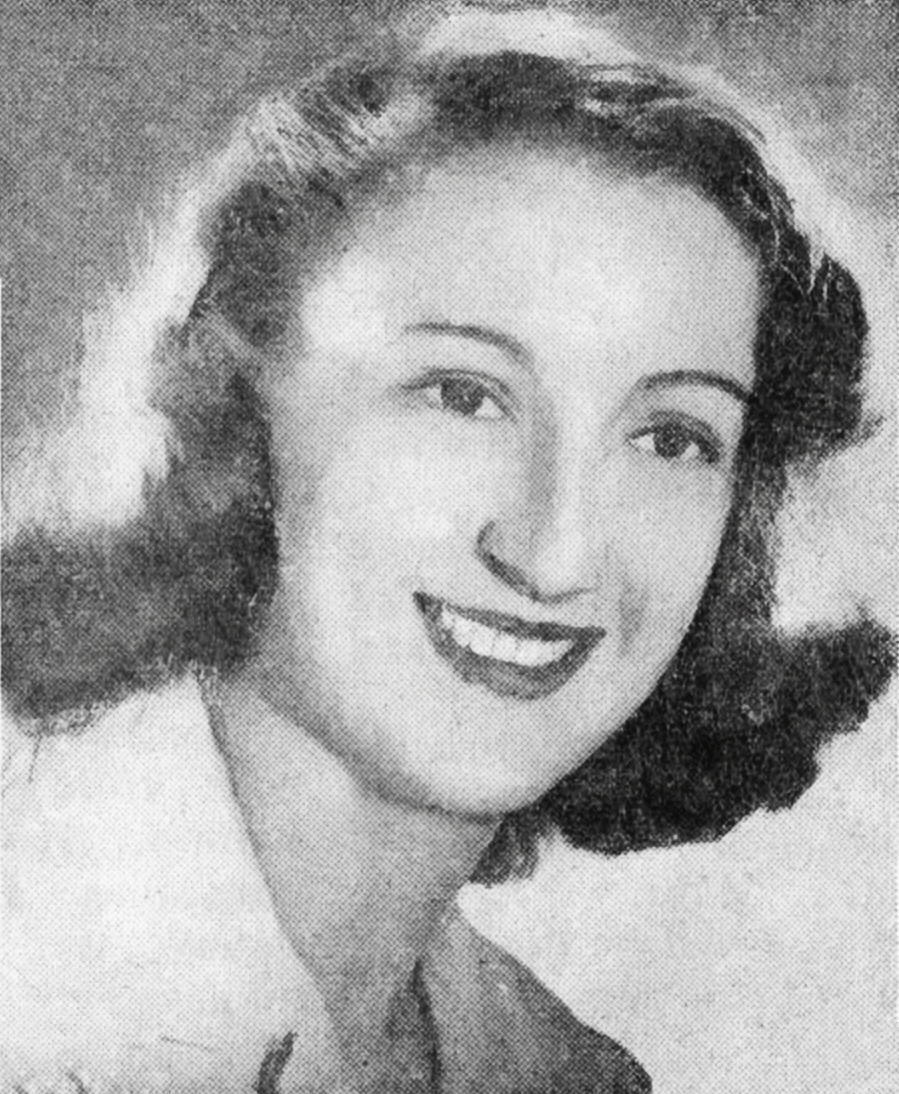
Madge Ryan fotografiada para la edición del 28 de enero de 1948 de "The Bulletin" por Noel Rubie.

Ya como actriz de teatro establecida en Australia, emigró al Reino Unido en 1957 y actuó en muchos espectáculos teatrales británicos. También realizó más de sesenta apariciones en el cine y la televisión.

### Teatro
En 1958 apareció en la producción de teatro de Broadway, Summer of the Seventeenth Doll.
En 1964 interpretó el personaje de Kath en la producción original de teatro de Joe Orton, El realquilado. El periódico The Independent alabó su actuación.

## Fallecimiento
Murió en Londres en 1994, el día después de su cumpleaños 75.
En su obituario, The Independent escribió: Lo que la distingue de los demás era su gran alcance, independencia de espíritu y gran humor...fue una carrera cumplida.

## Filmografía selecta
- Upstairs and Downstairs (1959)
- Doctor in Distress (1963)
- This Is My Street (1964)
- The Strange Affair (1968)
- I Start Counting (1969)
- La naranja mecánica (1971)
- Frenesí (1972)
- Noche eterna (1972)
- Yellow Dog (1973)
- Moll Flanders (1975)
- All Creatures Great and Small (1978)
- Who Is Killing the Great Chefs of Europe? (1978)
- The Lady Vanishes (1979)
- S.O.S. Titanic (1979)